# Brabos
Brabos ist ein Ort und eine zentralspanische Gemeinde (municipio) mit 35 Einwohnern (Stand: 2024) in der Provinz Ávila in der Autonomen Region Kastilien-León. 

## Lage
Brabos befindet sich in den nördlichen Ausläufern der Sierra de Gredos gut 26 Kilometer nordwestlich von Ávila in einer Höhe von 995 m. Das Klima im Winter ist kühl, im Sommer dagegen trotz der Höhenlage durchaus warm; der Regen (ca. 570 mm/Jahr) fällt – mit Ausnahme der nahezu regenlosen Sommermonate – verteilt übers ganze Jahr.

## Bevölkerungsentwicklung
| Jahr      | 1970 | 1981 | 1991 | 2001 | 2011 | 2021 |
| Einwohner | 184  | 101  | 83   | 68   | 55   | 45   |

## Sehenswürdigkeiten

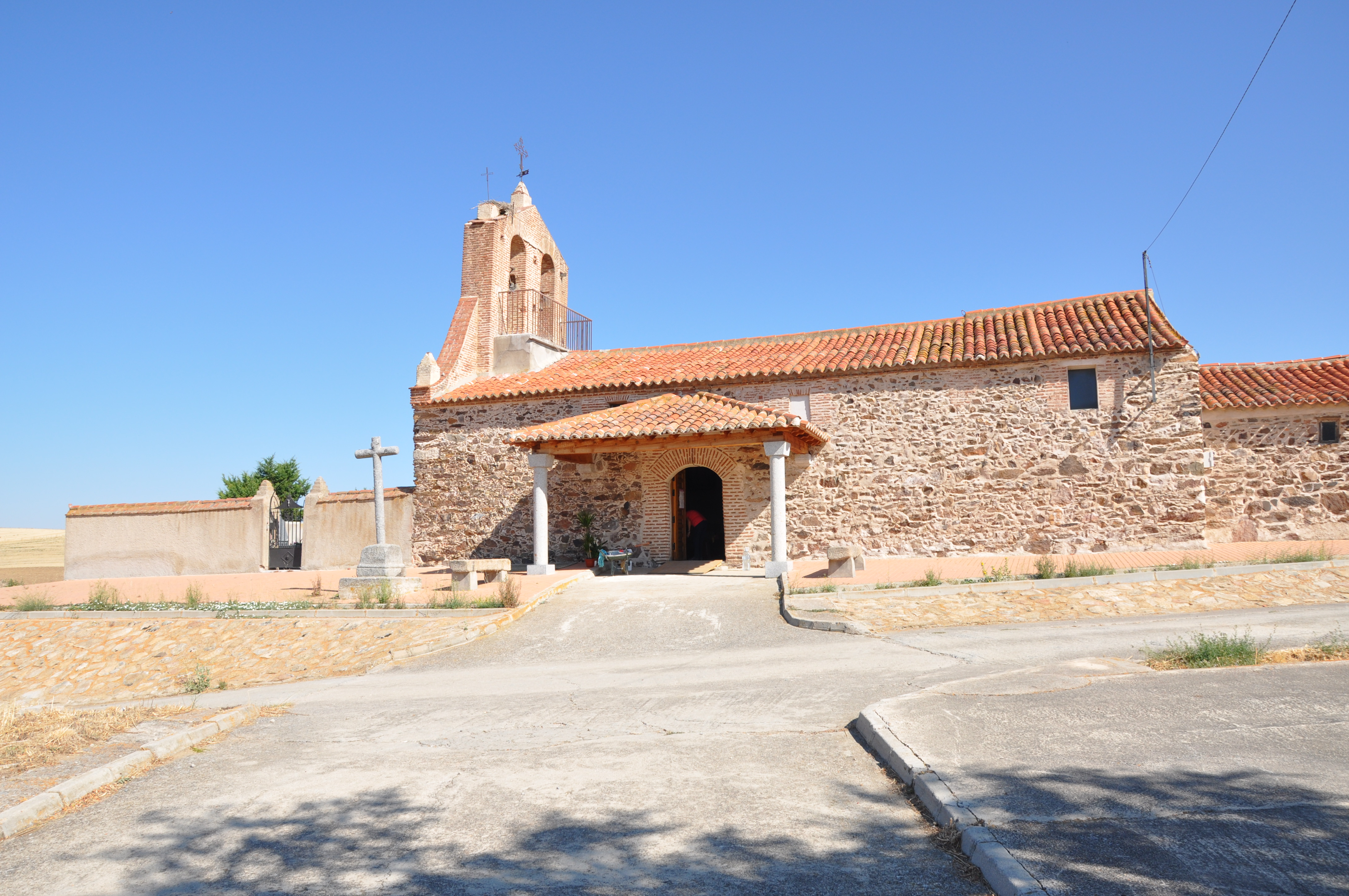
Kirche der Unbefleckten Empfängnis
- Maria-und-Michael-Kapelle

- Kirche der Unbefleckten Empfängnis